# الیزابت آندریاسن
الیزابت آندریاسن (به سوئدی: Elisabeth Andreassen) (زاده ۲۸ مارس ۱۹۵۸) خواننده نروژی-سوئدی است.
او در سال ۱۹۸۶ به عنوان عضوی از گروه بابی ساکس در مسابقه یوروویژن شرکت کرد و برنده شد.